# Star Wars: Caballeros de la Antigua República (videojuego)
Star Wars: Caballeros de la Antigua República o en inglés Star Wars: Knights of the Old Republic (abreviado Kotor) es uno de los primeros ARPG ambientados en el universo ficticio de la saga Star Wars. Fue desarrollado por la empresa canadiense BioWare con el patrocinio de LucasArts, subsidiaria de Lucasfilm, publicado en julio para Xbox y en noviembre de 2003 para Windows.
La trama del videojuego se ubica unos 4000 años antes de la formación del Imperio Galáctico, cuando Darth Malak, un Señor oscuro de los Sith, inicia el ataque contra la Antigua República. La perspectiva del jugador consiste en recorrer la galaxia buscando los elementos necesarios para destruir la Forja Estelar, la fuente de los recursos militares de Malak.
Los jugadores eligen entre tres clases de personajes, realizando la personalización de ellos al principio del videojuego, y participan en la modalidad de combate por turnos contra los enemigos. Mediante la interacción con otros personajes a través del diálogo y las acciones, el sistema de alineación determinará si el personaje del jugador se alinea con el lado de luminoso o el lado oscuro de la Fuerza.
Una secuela, Star Wars: Caballeros de la Antigua República 2 - Los señores Sith, desarrollada por Obsidian Entertainment, fue lanzada en 2004. La historia de la serie continuó con el lanzamiento de Star Wars: The Old Republic, un MMORPG desarrollado en 2011 Por BioWare.
El 9 de septiembre de 2021, tras una serie de rumores, fue confirmado de manera oficial durante la Playstation Showcase un remake del juego original de 2003 por la compañía Aspyr Media.

## Argumento
Tras tres años de Guerras Mandalorianas y otros tres de Guerra Civil Jedi la joven Dama Jedi Bastila Shan continúa su cruzada contra los Jedi conversos que se hacen llamar Sith y que han perdido a su líder Revan. Ahora, no obstante, Bastila ha desaparecido, apresada o muerta, tras la batalla en el metropolitano y lejano mundo de Taris. Su esperanza y la de acabar la guerra, ahora dirigida por el aprendiz de Revan, Malak, reside en un único ser y los aliados que pueda encontrar en un gran viaje por todos los frentes de la galaxia.
Knights of the Old Republic utiliza el sistema d20 de las reglas de la 3.ª edición de Dungeons & Dragons. El videojuego permite al jugador elegir entre el bien (luz) y el mal (oscuridad) usando un sistema de alineamiento que varía dependiendo de las acciones que se realicen: desde pequeñas conversaciones a grandes decisiones harán que el jugador se decante por el Lado Luminoso o el Lado Oscuro.

## Localizaciones y personajes
El videojuego se desarrolla en numerosos planetas:
- Taris
- Dantooine
- Kashyyyk
- Korriban
- Manaan
- Tatooine
- Rakata Prime o Lehon (Conocido como Mundo Desconocido)

Aunque los jugadores también visitarán otros lugares:
- Ebon Hawk (El Halcón de Ébano)
- Endar Spire
- Leviathan
- Star Forge (La Fragua Estelar)
- La Estación Espacial de Yavin

Personajes del videojuego:
- Darth Revan
- Bastila Shan
- Carth Onasi
- Canderous Ordo
- HK-47
- Jolee Bindo
- Juhani
- Mission Vao
- T3-M4
- Zaalbar

Otro personajes que conocerán en la aventura:
- Ajunta Pall
- Calo Nord
- Darth Bandon
- Darth Malak
- Davik Kang
- Uthar Wynn
- Mekel
- Yuthura Ban
- Vandar Tokare
- Dorak
- Zhar Lestin
- Vrook Lamar

## Historia del videojuego
El videojuego comienza con el ataque a Endar Spire, una nave crucero de la República, de parte de los Sith. El o la protagonista se encontraba estacionado en esta nave. Trask, otro soldado, asiste al protagonista mientas intentan escapar del crucero. En el camino, Trask le informa al protagonista que su objetivo como soldado es encontrar a Bastila Shan, una jedi también estacionada en la nave y su comandante. Paralelamente, Carth Onasi contacta al protagonista y le incita a encontrarse y escapar juntos al planeta cercano. En el camino, encuentran a un Sith, a lo que Trask decide enfrentarlo para darle tiempo al protagonista. Finalmente el protagonista se encuentra con Carth y juntos escapan al planeta cercano, mientras la Endar Spire cae y se destruye. Ya en Taris, el planeta al que cayeron, el protagonista decide cumplir su objetivo como soldado de la República y encontrar a Bastila y finalmente salir del planeta. Dado que Taris está bajo el control Sith, una cuarentena es puesta en acción, negándole el acceso o salida a cualquiera hacia Taris, con el objetivo de localizar a la Jedi perdida. Luego de explorar el planeta, ciertas complicaciones y enfrentamientos, logran encontrar a Bastila, robar una nave y escapar del planeta.
El grupo decide dirigirse a Dantooine, donde una academia Jedi tenía lugar. Bastila le informa al protagonista que tiene una conexión con la fuerza, lo que le da la capacidad de finalmente convertirse en un Jedi. Ya en la academia, el protagonista comienza su entrenamiento, enfrentándose a varios desafíos y pruebas. Durante su prueba final, el protagonista descubre un Mapa Estelar, una herramienta creada por los Rakkata para llevarlos a La Forja Estelar, una forja bajo el control de los Sith que era la fuente de su interminable poder. Así es como el protagonista comienza su búsqueda de los Mapas Estelares restantes, para finalmente destruirla y terminar la guerra contra los Sith.

## Reacción de la crítica
La crítica profesional en general respondió con entusiasmo. KotOR ha ganado numerosos premios, incluyendo los Premios de la "Game Developers Choice" al mejor juego del año, Premio "BAFTA Games" al mejor videojuego de Xbox, y Premios "Interactive Achievement" al mejor RPG de consola, RPG de ordenador y mejor desarrollo de historia/personajes.
El videojuego ha sido descrito como novedoso; tanto en el modo de juego como en la prehistoria, completamente nueva y con banda sonora tanto clásica como moderna.

## Secuelas
Star Wars: Caballeros de la Antigua República 2: Los Señores Sith fue desarrollado por otro estudio, Obsidian Entertainment, usando una versión mejorada del motor del primer videojuego. Se lanzó para Xbox en diciembre de 2004 y para PC en febrero de 2005.
Además en el mundo del cómic se tiene la serie Knights of the Old Republic ambientada en las Guerras Mandalorianas, de Dark Horse, cuya edición comenzó en América en lengua inglesa en febrero de 2006.
El 21 de octubre de 2008 se hizo el anuncio oficial de una secuela más. Se trata de un multijugador masivo en línea para PC, Star Wars: The Old Republic. La historia de ese videojuego tendría lugar 300 años después de lo sucedido en Star Wars: Caballeros de la Antigua República 2: Los Señores Sith.
En 2013, con el décimo aniversario de la salida del videojuego, Chris Avellone - diseñador de Obsidian - confesó en una entrevista que le hicieron que estaban realizando una tercera parte de KOTOR pero que no tuvieron el respaldo de LucasArts. De acuerdo con Level Up, esto se debió al título «hace que el jugador transite por un camino peligrosamente gris, que le permite reflexionar sobre sus actos y sobre el significado del bien y el mal mientras es aleccionado por Kreia... esta visión, excesivamente ambigua y compleja, fue rechazada por Lucas, quien consideraba tales filosofías como una traición a su franquicia». Mientras que Dan Spitzley, también de Obsidian, cree que quizás fuese por la llegada de PlayStation 3 y Xbox 360 al mercado, lo que incluía nuevos motores y desarrollos que sumarían un coste adicional, lo que paralizó el proyecto.